# روبن مونتسینوس
روبن مونتسینوس (به انگلیسی: Rubén Montesinos) تکواندوکار کشور اسپانیا است. او برای هشت بار قهرمان سنگین وزن (+۸۴) تکواندو اسپانیا بوده است و توانسته مدال طلا مسابقات جهانی تکواندو ۲۰۰۵ در مادرید را کسب کند.